# وحدة أفينيون الحضرية
وحدة أفينيون الحضرية، هي مجموعة البلديات التي تتصل مبانيها ببعضها حول مدينة أفينيون. تضم هذه الوحدة الحضرية، أو التجمع الحضري في اللغة الدارجة، 462,747 نسمة موزعين على 59 بلدية، وتغطي مساحة قدرها 1,364.40 كم²، وفقًا للمعهد الوطني للإحصاء والدراسات الاقتصادية (Insee). تحتل المرتبة الرابعة عشرة بين أكثر التجمعات الحضرية اكتظاظًا بالسكان في فرنسا.